# Empresa Nacional de Puertos
La Empresa Nacional de Puertos (abreviado como ENAPU) es una empresa pública peruana que ofrece los servicios portuario, de almacenamiento y marítimo en Perú y Chile. Fue creado como Sociedad Anónima el 1 de enero de 1970.

## Puertos operados
Los siguientes puertos son operados por ENAPU.
| Ilo              | Puerto de Ilo                                     |
| Arica (Chile)    | Muelle al servicio del Perú en Arica (MASP Arica) |
| Chicama          | Puerto de Chicama                                 |
| Huacho           | Puerto de Huacho                                  |
| Barranca         | Puerto de Supe                                    |
| Iquitos          | Puerto de Iquitos                                 |
| Yurimaguas       | Puerto de Yurimaguas                              |
| Puerto Maldonado | Puerto de Maldonado                               |